# Schweizerischer Berufsverband für Angewandte Psychologie
Der Schweizerische Berufsverband für Angewandte Psychologie (SBAP) vertritt in der Rechtsform eines Vereins die beruflichen Interessen seiner Mitglieder und die Interessen der Angewandten Psychologie. Der Verband ist Mitglied des Schweizerischen Dachverbandes der Fachhochschul-Absolventen.

## Geschichte
Auf Initiative von Hans Biäsch wurde 1952 der Verband gegründet, den er bis 1962 präsidierte. Der SBAP hatte anfangs die Funktion einer Fachvertretung der bereits im Jahr 1927 von Carrard, Claparède und Jules Suter gegründeten Schweizerischen Stiftung für Angewandte Psychologie (SSAP). Er bezweckte den Zusammenschluss der in der Angewandten Psychologie tätigen Eignungs- und Arbeitspsychologen zur Förderung dieses Berufsstandes durch Erfahrungsaustausch, Pflege kollegialer Beziehungen und die Wahrung ihrer beruflichen und wirtschaftlichen Interessen. Hans Biäsch blieb als Ehrenpräsident dem SBAP ein Leben lang verbunden.
In den Sechzigerjahren war die Organisation vorwiegend ein Verband für Absolventen des Seminars für Angewandte Psychologie Zürich, denen der Zutritt zur Schweizerischen Gesellschaft für Psychologie (SGP) wegen des fehlenden Hochschulabschlusses verwehrt blieb. 1970 übernahm Peter Müri das Präsidium. Die Qualität der Dienstleistungen seiner Mitglieder war ein wichtiges Anliegen. Mittels Weiterbildungsveranstaltungen wurden die Entwicklungen neuer Methoden und Konzepte in der Psychologie den Mitgliedern näher gebracht.
Als ältester schweizerischer Psychologie- und Psychotherapieverband wuchs der SBAP unter der Präsidentin Heidi Aeschlimann (2000–2014) von 350 auf ca. 1'000 Mitglieder an. Es entstand die Homepage und das Verbands- und Fachorgan punktum. Eine professionelle Geschäftsstelle wurde gebildet und 2008 konnte die erste politische Sekretärin, Heloisa Martino, angestellt werden. Heinz Marty präsidierte den Verband für einige Monate, auf ihn folgt seit 2014 Christoph Adrian Schneider.
Heute engagiert sich der SBAP vor allem in standes- und berufspolitischen Fragen. Er bietet seinen Mitgliedern diverse Dienst- und Serviceleistungen sowie Vergünstigungen für diverse Produkte an.

### SBAP.-Ethik-Forum
Mit dem SBAP-Ethik-Forum, das ab 2011 zweimal jährlich stattfand, wollte der Verband Ethik zum Thema im Verband machen. Die öffentliche und gemeinsame Reflexion der professionellen Praxis, die kontinuierliche Auseinandersetzung mit Fragen nach Werten und professionellen Haltungen, das engagierte Abwägen von Argumenten und Erkenntnissen förderten eine gemeinsame Gesprächskultur innerhalb des Verbandes und konnten damit zur Qualitätssicherung beitragen. Die Mitglieder wurden eingeladen, sich an diesem normativen Diskurs innerhalb des Verbandes aktiv zu beteiligen und an den Foren mit eigenen Fragestellungen oder als Gesprächspartner teilzunehmen. Im 2013 leitete der Philosoph und Ethiker Peter A. Schmid die Ethik-Foren.

### Kongresse
Der Verband war Mitorganisator des 4. Kongresses der Schweizer Psy-Verbände, welcher am 18. Juni 2011 in Bern zum Thema PsychotherapeutIn 2025 veranstaltet wurde.

### Wissenschaftliche Publikationen
Der Verband hat von 2003 bis 2006 eine wissenschaftliche Studie zur Evaluation der Wirksamkeit von ambulanten Psychotherapien im Einzelsetting erstellt. Untersucht wurden 31 Psychotherapeuten und 150 Patienten mit einer ICD-10-relevanten Diagnose. Die umfassende Analyse hat eine generelle Wirksamkeit mit mittleren bis hohen Effektstärken für ein breites Spektrum psychischer Erkrankungen ergeben.
Der Verband hat Jürgen Kriz mit einem Gutachten über den Begriff der Wissenschaftlichkeit in der Psychotherapie beauftragt. Dieses Gutachten wurde als Sonderdruck punktum. im Mai 2003 vom SBAP herausgegeben.

### Preis in Angewandter Psychologie
Von 2002 bis 2014 verlieh der Verband alle zwei Jahre den mit 10'000 Franken dotierten SBAP-Preis in Angewandter Psychologie für herausragende Leistungen auf dem Gebiet der Angewandten Psychologie im In- und Ausland. Bisherige Preisträger: Remo H. Largo (2002); Marianne Regard (2004); Evelin Lindner (2006); Peter Schneider (2008); Kinderschutzgruppe des Kinderspitals Zürich (2010); Harald Welzer (2012); Ursula Hauser (2014).

## Verbandsstruktur

### Organisation und Organe
Die Mitgliederversammlung ist das höchste Organ und wählt Präsidium und Vorstand. Der Verband ist mit einer Geschäftsstellenleiterin (zurzeit: Mirjam Hasbi) und einer Leiterin Berufspolitik (zurzeit: Valeska Beutel) organisiert. Acht Vorstandsmitglieder zeichnen für die entsprechenden Ressorts verantwortlich. Die professionelle Geschäftsstelle ist das Dienstleistungszentrum des SBAP und für Fragen der Verbandsmitglieder sowie der Öffentlichkeit zuständig, wie Fachpersonen-Vermittlung. Aus allen Anwendungsgebieten der Angewandten Psychologie werden in der ganzen Schweiz die entsprechenden Fachpsychologen mittels Plattform vermittelt.
Der Verband hat in einer Berufsordnung berufsethische Grundsätze festgelegt, welche die Verantwortlichkeit, die berufliche Kompetenz, Schweigepflicht und Datenschutz, Gestaltung der beruflichen Beziehungen, Mitverantwortung für die Berufsethik des SBAP und seiner Mitglieder regelt. Bei gravierenden Verstössen gegen die Berufsordnung kann der Vorstand Mitglieder ausschliessen.

### Kommissionen und Fachgruppen
Der Vorstand ernennt die Mitglieder der Kommissionen. Nebst der Fortbildungs- und Qualitäts-Kommission, die die Anträge für entsprechende SBAP-Fachtitel prüft, ist die Ethik-/ und Rekurs-Kommission aktiv.

## Mitglieder

### Bedingungen für die Mitgliedschaft
Mitglieder können werden:
- Studierende eines Hochschulstudiums in Psychologie
- Personen, die ein Hochschulstudium in Psychologie (Bachelor) abgeschlossen haben
- Personen, die ein Hochschulstudium in Psychologie (Master) abgeschlossen haben
- andere natürliche oder juristische Personen als SBAP-Freund (unterschiedlicher Mitgliedschaftsbeitrag ob Einzelperson oder Institution), ohne Stimm- und Wahlrecht

Alle Mitglieder verpflichten sich zur Einhaltung der Berufsordnung. Die Einhaltung der Richtlinien zur Fortbildung sind integraler Bestandteil der Mitgliedschaft. Der Verband überprüft die jährlichen Fortbildungsprotokolle.

## Aufgaben und Ziele

### Aufgaben gemäss Vereinsstatuten
Gemäss den Vereinsstatuten bezweckt der Verband heute, die beruflichen Interessen seiner Mitglieder zu vertreten. Auszug aus den Statuten:

«Er nimmt insbesondere folgende Aufgaben wahr:
- Er setzt sich für eine hohe Qualität in der psychologischen Aus- und Weiterbildung und in der Ausübung psychologischer Berufe ein;
- Er kann eine für die Mitglieder bindende Berufsordnung erlassen, welche die ethischen Grundsätze für die Berufsausübung und die Erbringung psychologischer Dienstleistungen festhält sowie die bestehenden gesetzlichen Bestimmungen dafür ergänzt;
- Er kann zur Qualitätssicherung Verbands-Fachtitel und Qualitätsnachweise für psychologische Fachgebiete verleihen, welche an die gesetzlichen Anforderungen geknüpft sind;
- Er setzt sich für die Anerkennung der Angewandten Psychologie in Politik und Gesellschaft ein; er kann auf diesem Gebiet wissenschaftliche Forschungen unterstützen und Preise verleihen;
- Er fördert die beruflichen Kenntnisse seiner Mitglieder, namentlich indem er deren kontinuierliche Fortbildung fördert und prüft. Zudem unterstützt er den Informations-, Erfahrungsaustausch und die Vernetzung unter den Mitgliedern, zu anderen PsychologInnen, dem Nachwuchs sowie anderen Organisationen. Ausserdem pflegt er Kontakte mit Hochschulen und Fachorganisationen im In- und Ausland;
- Der Verband kann jegliche weiteren Tätigkeiten ausüben, welche mit dem Vereinszweck zusammenhängen. Er kann in verwaltungsinternen und gerichtlichen Verfahren die Interessen seiner Mitglieder in eigenem Namen wahren;
- Der Verband kann Mitglied anderer Organisationen im Bereich der Psychologie, der Psychotherapie und in verwandten oder mit dem Zweck des Verbandes zusammenhängenden Bereichen sein und/oder sich zur Erfüllung des Vereinszwecks an anderen Organisationen/Unternehmen beteiligen oder sich mit solchen zusammenschliessen sowie alle Geschäfte tätigen, die direkt oder indirekt mit dem Zweck vereinbar sind.»

### Berufspolitik
Der Verband betreibt aktiv Berufspolitik. Er ist in nationalen und kantonalen Gremien vertreten und setzt sich für die Belange der Angewandten Psychologie ein. Zum Beispiel war der SBAP Mitglied der beiden eidgenössischen Kommissionen, die das Psychologieberufe-Gesetz (PsyG) vorbereiteten, das 2011 vom Schweizer Parlament praktisch einstimmig gutgeheissen wurde und am 1. Januar 2013 in Kraft trat. Der SBAP engagiert sich für die Gleichwertigkeit des dualen Bildungsweges.
Bezüglich des Wechsels vom Delegations-/ zum Anordnungsmodells in der psychologischen Psychotherapie, reichte der SBAP im März 2019 gemeinsam mit seinen Partnerverbänden FSP und ASP und anderen wichtigen Vereinen und Organisationen eine Petition mit über 94'000 Unterschriften beim Gesamtbundesrat ein. Seither arbeitet er in der Arbeitsgruppe mit, welche Tarifverhandlungen führt. Zudem tritt er gegenüber dem BAG als Stakeholder auf.
Zwei Fachgruppen, psychologische Beratung und Psychotherapie, unterstützen den Verband in strategischen und inhaltlichen Fragen in diesen Themenbereichen.

### Fachtitel
Der Verband verleiht vierzehn gesetzlich geschützte Fachtitel, unter anderem in Psychotherapie, Berufs- und Laufbahnberatung, Kinder- und Jugendpsychologie, in Schriftpsychologie und in Notfallpsychologie. Alle Fachpsychologen weisen ein Grundstudium in Psychologie auf Masterniveau aus und haben sich spezialisiert, das heisst sich den SBAP-Richtlinien entsprechend weitergebildet. Alle Fachpsychologen verpflichten sich zu Fortbildung, die dem Erhalt der beruflichen Qualifizierung dient, und der Einhaltung der Berufsordnung der SBAP. Die Fachtitel gelten als Qualitätslabel.

## Aktivitäten / Öffentlichkeitsarbeit

### punktum.
Dreimal jährlich erscheint die Fach- und Verbandszeitschrift punktum. mit aktuellen Beiträgen zu Themen der angewandten Psychologie. Diese erscheint in einer Auflage von 1'400 Exemplaren und in der virtuellen Fachbibliothek Psychologie.

### SBAP.-Fachanlass
Der Verband bietet seinen Mitgliedern mit Referaten Einblicke in die neuesten Entwicklungen auf dem Gebiet der Angewandten Psychologie.
Zweimal jährlich findet eine Betriebsbesichtigung statt, welche Einblicke in verschiedene Arbeitsfelder der Psychologie gibt.

## Dienstleistungen

### Für Mitglieder
- Vermittlung von Fachpersonen an Firmen und Private[5]
- Mentoring / Beratung zu Karriereplanung und Weiterbildungswahl
- Weiterbildungs- und Fortbildungsangebote (z. B. in Notfallpsychologie, Coaching mit Vertiefung in AD(H)S und Autismus-Spektrum-Störung)[9]
- Stellenportal[10]
- Verbandszeitschrift punktum.
- Berufspolitische Informationen
- Dienstleistungen[11]
- Mitglieder erhalten Dienstleistungen und Vergünstigungen des Dachverbandes FH Schweiz.[11]

### Für die Öffentlichkeit
- Coaching mit Vertiefung in AD(H)S und Autismus-Spektrum-Störung]und weitere Veranstaltungen[9][12]
- Fachpersonenvermittlung durch die Geschäftsstelle SBAP[5]
- Zeitschrift punktum.
- Werbemöglichkeiten in der Zeitschrift punktum. und im Newsletter[13]
- SBAP-Qualitätslabel: Die SBAP-Fachtitel sind gesetzlich geschützt und ein Qualitätslabel für Fachpsychologen[8]

## Nationale und internationale Vernetzung

### SBAP-Mitgliedschaften
- FH Schweiz, Schweizerischer Dachverband der Fachhochschul-Absolventen.
- AHPGS, Akkreditierungsagentur für Studiengänge im Bereich Gesundheit und Soziales, die im European Quality Assurance Register (EQAR) gelistet ist.
- svbg, Schweizerischer Berufsverband der Gesundheitsberufe
- svbg, IG FH
- Allianz Gesunde Schweiz
- Netzwerk Psychische Gesundheit Schweiz

### Kooperationen
- Stiftung CareLink: Organisation zur psychologische Betreuung nach belastenden Ereignissen
- fritz & fränzi, das Elternmagazin: Der SBAP pflegt eine Inhaltspartnerschaft. Er berät Leser in einer eigenen Kolumne (Herausgeber: Stiftung elternsein)
- Pro Mente Sana
- Plattform Interprofessionalität

### Arbeitsgruppen
- Begleitgruppe Krankenpflege-Leistungsverordnung (KLV)-Änderung, Tarifverhandlungen
- Arbeitsgruppe Kongress der CH-Psy-Verbände
- «Runder Tisch»: der Psychotherapie- und Psychiatrieverbände FSP, ASP, GedaP, SGDP, SGKJPP, SGPP und SBAP
- Eidgenössische Psychologieberufekommission PsyKo

## SBAP.-Masterpreis
Gemeinsam mit der ZHAW verleiht der SBAP einen Preis in der besten Masterarbeit in drei Kategorien (Klinische Psychologie, Arbeits- und Organisationspsychologie, Entwicklungs- und Persönlichkeitspsychologie). Der Preis wird in Form einer geschenkten Jahres-Mitgliedschaft und eines monetären Geschenk ausgerichtet.